# Iain MacDonald-Smith
Iain Somerled MacDonald-Smith (* 3. Juli 1945 in Oxford) ist ein ehemaliger britischer Segler.

## Erfolge
Iain MacDonald-Smith nahm zweimal an Olympischen Spielen teil. 1968 in Mexiko-Stadt war er Vorschoter vor Rodney Pattison und wurde mit diesem mit sehr großem Vorsprung Olympiasieger. In den insgesamt sieben Wettfahrten wurde sie bei einem Streichergebnis fünfmal Erster und einmal Zweiter, sodass sie lediglich auf drei Gesamtpunkte kamen. Das zweitplatzierte deutsche Boot mit Ullrich Libor und Peter Naumann erzielte 43,7 Gesamtpunkte, gefolgt von den Brasilianern auf dem dritten Rang mit 48,4 Punkten. 1969 in Neapel und 1970 in Adelaide wurde MacDonald-Smith mit Pattison jeweils Weltmeister. Nachdem er für die Olympischen Spiele 1972 in München nur zur Reserve gehörte, nahm er nochmals 1976 in Montreal an den Spielen teil, diesmal in der Bootsklasse Soling. Er beendete die Regatta, bei der er dieses Mal als Rudergänger fungierte, auf dem 13. Platz.